# (22522) 1998 EF6
(22522) 1998 EF6 est un astéroïde de la ceinture principale d'astéroïdes découvert en 1998.

## Description
(22522) 1998 EF6 a été découvert le 2 mars 1998 à l'observatoire de Nachikatsuura au Japon, par Yoshisada Shimizu et Takeshi Urata.

### Caractéristiques orbitales
L'orbite de cet astéroïde est caractérisée par un demi-grand axe de 2,30 UA, un périhélie de 1,72 UA, une excentricité de 0,25 et une inclinaison de 20,82° par rapport à l'écliptique. Du fait de ces caractéristiques, à savoir un demi-grand axe compris entre 2 et 3,2 UA et un périhélie supérieur à 1,666 UA, il est classé, selon la JPL Small-Body Database, comme objet de la ceinture principale d'astéroïdes.

### Caractéristiques physiques
(22522) 1998 EF6 a une magnitude absolue (H) de 14,5 et un albédo estimé à 0,458.